# Abbaye des Chambons
L'abbaye des Chambons était une abbaye dalonite puis cistercienne située sur la commune de Borne, au lieu-dit des Chambons, au sein du canton de Saint-Étienne-de-Lugdarès, dans le département de l'Ardèche et la région Rhône-Alpes. Il ne reste aujourd'hui que le tracé au sol de l'abbatiale et de ses murs. On peut repérer dans le village des Chambons des pierres de l'abbaye utilisées en réemploi dans les murs des maisons.

## Historique

### Abbés réguliers
Selon la Charte de fondation, conservée aux archives de l'abbaye (copies à l'abbaye Notre-Dame-des-Neiges), le principal fondateur fut Guillaume de Borne, aidé de ses fils. Des précisions sont faites sur les limites de la propriété, avec Pierre Geofroi comme premier abbé : « Petrus Gaufred primus Camporum Bonorum abbas fuit, anno 1152 ». La maison fondatrice a été l'abbaye de Loc-Dieu, fille de l'abbaye de Dalon : à la suite de l'intégration de la congrégation dalonite à l'ordre cistercien, il fallut trouver un établissement cistercien susceptible d'affilier les Chambons ; l'abbaye de Mazan, fut jugée trop proche géographiquement, on fit donc appel à l'une de ses filles, l'abbaye de Sénanque, issue d'une donation par Guigon (et ses fils), alors comte de Luc, de la terre Chabrolière, limitée depuis le bois de Bauzon jusqu'au ruisseau de Lembruscher, en date du jeudi saint de l'an 1155.
Bernard I Durand, prieur, lui succéda à partir de 1156 : il reçut de Guillaume de Randon et ses frères, les lieux de Chabrolières (1155), et le fief et les métairies d'Armand de Polignac
Guillaume I est assez méconnu : abbé en 1163, il obtient la terre de Rouzet (Séneujols, Cayres), rattachée jusqu'à la Révolution à la paroisse de Cayres située dans le sud du Velay, par Pierre IV, évêque du Puy-en-Velay.
Pierre II de Merle, soit de Méreuil, en l'an 1173, se voit attribuer (entre autres), le village de Naussac (1180), et ses cinq mas, en échange de sa sépulture au monastère, et d'un autel édifié pour lui. C'est Pons (Pierre), en tombeau dans le cloître, avec ses armes, et ses deux chiens en emblème. Autres attributions, en 1177, de la moitié de Loubaresse, château excepté, et de la moitié du massif du Tanargue, par Richard de Borne.
C'est Pierre III Adhémar qui lui succède : en 1198, Richard, chapelain, donne la moitié des dîmes Del Cros, puis Pierre de Vengeria (de Lugdarès ?), l'autre moitié. Ensuite, on trouve le terroir de Masméjan (1182 - 1186), Belvezet, le Planial, (1192…1197). À signaler, un lien important avec ND.N, (via La Felgère), par acquisition dès 1196, sous Guérin de Luc. Il demande sa sépulture en contrepartie.
Pierre IV, en l'an 1202, ne laisse aucune trace.
Pierre V, durant l'année 1212, reçoit les terroirs de La Chaze et de La Formaresche, par Guérin de Borne et de Vierne, veuve de Guillaume de Borne.
Arnaud est abbé de 1219 à 1228. Il conclut divers accords avec des nobles de Bornes, terres de La Chaze et Fourmaresche.
Guillaume II, abbé en 1230, est l'objet d'une destitution en 1235, au motif qu'il est « reconnu inapte ».
Mentionnons, pour mémoire, un extrait d'acte, en français de l'époque :
« Pierre VI Béraud, 1238 pour divers actes sur La Chaze, Fourmaresches, Rieu-bournes, 5000 sols, sauf droits de chasse, appert aud acte reçu Pierre Marti, notaire, 3 des kalendes de may 1238. Puis encore La Felgère (Felgeire), mas Pellicers, donation famille Chalbos, famille Bernard d'Anduze, Fagou (Luc), par Raimond Veiret, notaire, 7 des kalendes de juin 1239, parchemin coté 664. »[réf. nécessaire]
Bernard de Tine est connu en 1242, pour le terroir de Chazeneuve. Le prix est de 10 sols et 1 vache…
Eble est abbé en 1248 : peut-être est-il le fils de Guillaume Eblon ? Mais il y a contestations, quant à la date.
Pierre VII, dit De La Chapelle, connu en l'an 1256, prend donations de Randon de ChateauNeuf, sur les lieux de Lestevenes et Fournets, plus mas de Rogeyre, pour repos âmes Seigneurs de Luc, et autres donations de Hugues de Loubaresse. Autre mention de l'époque : « Et le 18 des kalendes de janvier 1256, ventes au ténement du Sap (15 viennois). ».
Guillaume Récanieu est mentionné le 15 novembre 1259 : la référence est faite dans la Revue du Vivarais de 1904, en page 479, pour un acte de l'évêque du Puy-en-Velay, Guy Foulquen, dixit « sus forest du Cayre ».
Mathieu de Trabe, de la Tau, a une durée très longue : depuis 1260 jusqu'après 1280. Il transige sur les droits du Rouzet, en 1273, avec Guillaume de La Roue, seigneur de Cayre, et évêque du Puy-en-Velay. Mention est aussi faite sur les droits des bois de Bauzon, avec le Seigneur de Joyeuse.
Eblon Azas, apparaît entre 1284 et 1285, dans diverses transactions, soit comme économe, puis comme abbé, où il donne l'investiture à Messire Étienne Charbonel, prêtre. Il transigera pour des droits et usages au mandement de Mayres, et pour diverses terres de Luc et Labro, avec Simon Longi, de Luc.
Avec Pons de Trabe, de Trau, de Cros, c'est un des plus longs abbatiats, de 1292 à 1325, au moins. Il y aura acquisition de biens multiples (Borne, droits sur Saint-Étienne-de-Lugdarès, Masvendran), mais des difficultés avec le commandeur de Lavillate, Aymon de Montlaur, alors chevalier de Saint-Jean-de-Jérusalem, une nouvelle fois pour des droits sur Mayres. Survient également une contestation, avec noble Dalmas de Luc, Guignon de Borne, puis Guillaume de Randon, pour Chazeneuve, le Cellier, Huédour, Le Sap, le Planial, le MasVendran, la Gazelle, la Chase, Masméjan et la montagne jusqu'à Prat Asenier. Puis le château de Borne est finalement vendu aux religieux, toujours par Guillaume de Randon, Seigneur de Luc. Selon de vieux écrits: « … le tenant du Roy, avec terres et mandement, juridiction haute et basse, vassalités et droits, pour 2 100 livres tournois, acte de 1321, le 25 de mars… ». Ceci sera suivi d'un appel au roi, le 11 juin 1323, l'abbé de Mazan étant débordé par le poids des responsabilités, d'où la cour Royale de Borne, similaire à celle de Villeneuve-de-Berg.
Pierre Rostaing, en 1329, fit lui aussi plusieurs acquisitions, avec mas de Chanials, Cellier de Luc (en procès), La Chaze, et enfin château et mandement de Loubaresse, y compris justices haute et basse.
Ensuite, c'est Pierre de Sampson, pendant 4 ans, de 1359 à 1362. Il est issu d'une ancienne illustre famille, avec La Blachère.
Puis c'est Armand de Spalet, ou encore Bertrand de Spalet, selon des actes de 1365 à 1367, et divers actes de reconnaissance par Pons du Sap (notaire), pour des biens à la Chaze, le Cellier, Huédour…
Et encore Étienne Garnier, en 1374, jusqu'en 1389. Divers actes, avec Albert de Balazuc, seigneur du Cros, fiefs qu'il soumet à la mouvance des Chambons, pour 1é cartes seigle, 5 sols, des poules et 100 francs or(dixit).
Puis advient Pierre X, encore appelé Ayn ou Mir, maître en théologie, régent de l'université théologique de Paris en 1408, (attesté par une reconnaissance d'Albert de Balazuc, seigneur du Cros). Il assista au Chapitre Général de Pise, en 1409, remarqué, entre autres abbés, pour n'avoir pas payé les frais de séjour.
Pierre XI Richard, ancien prieur, puis abbé de 1411 à 1438, donne le bail à Pierre Barrial, du Huédour (1408. Il donne cens à Jean Jullien (de Saint-Étienne-de-Lugdarès), et à Pierre Pounhet (de La Croix de Bauzon). Octogénaire, il démissionna.
Jean de La Roque, entre 1439 et 1474, sera le dernier abbé régulier. Il fit bâtir la salle du chapitre, plusieurs édifices, et il apparut dans de très nombreux actes. Toutefois, c'était alors des baux, et non plus des donations.

### Abbés commendataires
Après le dernier abbé, dit régulier, de nouveaux personnages ecclésiastiques, étrangers à l'ordre et à la maison, mais d'institution royale, sont mis en place. Ils sont sans autorité sur le gouvernement intérieur, mais perçoivent des revenus. Par contre, charge pour eux de laisser ce qu'il faut aux religieux.
Avec Charles, évêque de Saint-Flour (de 1474 jusqu'à sa mort, en 1502), commence la longue lignée de la famille de Joyeuse. Après lui Guillaume III, son neveu, (entre 1502 et 1551), est connu comme le fondateur de la messe des anges. Généreux dans son testament pour l'abbaye, il lui lègue la moitié du mandement de Borne (hors justices). Son neveu, Guillaume le second, évêque d'Alet, sera aussi abbé des Chambons, jusqu'en 1557, date à laquelle il démissionne avec l'assentiment de Rome.
Ensuite, un certain Jean Dutour, totalement inconnu, signera divers documents au titre d'abbé commendataire.
Puis une notoriété : François de Joyeuse. C'est le fils de Guillaume II, mais il est archevêque de Narbonne à 20 ans (1582), archevêque de Rouen (1605), cardinal. Il meurt en 1615, à 53 ans, mais doyen des cardinaux. Il est mentionné comme abbé des Chambons depuis 1601, par acte de Maître Pascal, pour reconnaissance au Vicomte de Polignac, à Noble de La Tour, Sieur du Cros.
Encore de Joyeuse, par sa mère : c'est Henri de Lorraine , fils du duc de Guise. En 1616, âgé de 3 ans seulement, l'abbaye lui est attribué par bulle de 1619. Trop jeune, en attente de tonsure, elle est administrée par le révérend Père de Berulle, jusqu'en 1641, où Henri devient 5e duc de Guise. Il construit le chœur de l'église abbatiale.
Ainsi devenu duc de Guise, donc chef de la famille, et non ecclésiastique, l'abbaye revient au conseiller et aumônier du Roy. C'est Louis de Chaumejan (T)Fourille(s), également prieur de Langogne, qui meurt en 1706. Nous trouvons diverses écrits notariés, relatifs aux partages des biens et revenus, avec ses moines…
Abbé des Chambons entre 1706 et 1755, sur bulle du pape Clément XI, Henri François Xavier de Belsunce de Castelmoron fit construire l'autel en marbre très riche, aujourd'hui en l'église de Saint-Étienne-de-Lugdares. Il signera avec les habitants du Plagnal et du Sap, la charte de convention fondatrice de leur église. Bienfaiteur reconnu, il interviendra aussi, en 1748, après l'incendie. 
À la suite de son décès, c'est René Joseph de Goyon de Vaurouault, (Évêque de Saint-Pol-de-Léon ?), qui lui succède, nommé par le Roy, bulles de 1755. Après inventaire des biens, il restera le dernier administrateur, économat de l'abbaye, jusqu'à sa mort, en 1790. Il recevra la reconnaissance de Jean Chalbos, pour le mas de La Felgère, le 25 juillet 1771.
Pourtant, mention reste faite d'au moins deux autres successeurs: L'abbé Jean Fau de Raze, ministre du prince évêque de Bâle, puis Jacques François de Narbonne, effectivement dernier abbé.

### Sécularisation ou regroupement
Mais la Révolution est là : 1792, des moines tiennent encore bon, puis ils partent, groupés, comme mentionné au registre de Saint-Étienne-de-Lugdarès par monsieur le curé Barrial. Les religieux des Chambons, au nombre de 7, sont alors :
- Dom Maubert, Jean-Jacques Michel, natif de Paris.
- Dom Joly, Claude-Antoine Felix, de Francomtois,
- Dom Dupuy, Jean Baptiste, des Vans,
- Dom Dupuy, Clément Duclaux, son frère,
- Dom Bresson, Claude, oublié par monsieur le curé,
- Dom Favier, Étienne, de Craponne,
- Dom Pagès, Pierre François, du Puy-en-Velay.

Mention faite, qu'« ils sont partis de leur couvent des Chambons, après que les messieurs du district du Tanargue, établi à Joyeuse, en ont eu fait la visite, et vendu les meubles le 20 du mois de décembre 1791 ». 
Les Messieurs qui ont fait la visite sont :
- Monsieur Sauveplane, de l'annexe de Saint-Pierre le Déchausselat,
- Monsieur Pierre Combe, de La Bastide, fils de Louis, neveu de Pierre, oncle et parrain de la vénérable Mère Marie Rivier.
- Monsieur De Bournet, procureur sindic du district de Joyeuse.

## Liste des abbés

### Abbés réguliers connus
- Pierre I Geoffroy, 1152
- Bernard I Durand, prieur, 1156
- Guillaume I, abbé, 1163
- Pierre II de Merle, 1173
- Guillaume, abbé, 1178 (contesté)
- Pierre III Adhémar, 1198
- Arnaud, abbé, 1219
- Destitution d'un abbé inconnu en 1235
- Pierre VI Béraud, 1238
- Bernard de Tine, 1242
- Eble, 1248, contesté
- Pierre VII, dit de La Chapelle, 1256
- Guillaume Récanieu, 1259
- Mathieu de Trabe, 1260
- Eblon Azas, 1284
- Pons de Trabe, de Trau, de Cros, 1292
- Pierre Rostaing, 1329
- Pierre de Sampson, 1359
- Armand de Spalet, 1365
- Étienne Garnier, 1374
- Pierre X, Ayn, Mir, 1395
- Jean de La Roque, 1439

### Abbés commendataires
- Charles de Joyeuse, 1474
- Guillaume III de Joyeuse, 1502
- Guillaume de Joyeuse, 1551
- Jean Dutour, 1557
- François de Joyeuse, cardinal, 1601
- Henri Ier de Lorraine, duc de Guise, 1616
- Louis de Chauméjan de Tourilles, 1641
- Henry II Francois Xavier de Belzunce de Castelmoron, évêque de Marseille, 1706
- René Joseph de Goyon de Vaurouault, 1755
- Jean Fau de Raze, 1776
- Jacques François de Narbonne-Lara, 1789

### Sources et bibliographie
- A. Robert, Les Abbés du monastère Cistercien des Chambons au diocèse de Viviers (1152-1791), Imprimerie Humbert & Fils, Largentière, 1969 ;
- B. Haureau, La Gallia Christiana nova, vol. XVI : Provincia Viennensi, Paris, Firmin Didot, 1865 ;
- (la) Jean-Barthélemy Hauréau, Gallia Christiana, t. 16, Paris, Firmin Didot, 1865, 472 p. (lire en ligne)
- Dom Vic et Dom Vaissète, Histoire générale de Languedoc, Toulouse, 1872 ;
- Revue Mabillon, « L'ABBAYE DES CHAMBONS, DE 1153 A 1500. 249 CATALOGUE DES ACTES DE L'ABBAYE DES CHAMBONS (1153-1493) », sur gallica.bnf.fr, 1905, p. 494 (consulté le 5 janvier 2021).
- Guy et Jacqueline Eglin, L'abbaye des Chambons : dans cahier consacré aux monastères de la Montagne et leur impact sur la vie sociale, économique, politique et culturelle (actes d'un colloque de septembre 2012 à Notre-Dame des Neiges), Mémoire d'Ardèche et Temps Présent, 2013
- Jean-Luc Gaillard, La forêt domaniale des Chambons ancienne forêt monacale : dans cahier consacré aux monastères de la Montagne et leur impact sur la vie sociale, économique, politique et culturelle (actes d'un colloque de septembre 2012 à Notre-Dame des Neiges), Mémoire d'Ardèche et Temps Présent, 2013